# Albert Barboza
Albert Enrique Barboza Portillo (ur. 8 października 2000 w Maracaibo) – wenezuelski piłkarz występujący na pozycji lewego obrońcy, od 2023 roku zawodnik Rayo Zuliano.